# Markus Ritter (Kunsthistoriker)
Markus Ritter (* 1967 in Braunschweig) ist ein deutscher Kunsthistoriker und Islamwissenschaftler, der sich  auf die Geschichte islamischer Kunst spezialisiert hat. Er lehrt und forscht seit 2012 am Institut für Kunstgeschichte der Universität Wien.
Ritter studierte an der Otto-Friedrich-Universität Bamberg, der American University in Cairo und der Universität Teheran die Fächer Islamische Kunstgeschichte und Archäologie, Turkologie, Iranistik, Islamwissenschaften und Arabistik, Baugeschichte und Bauforschung (MA 1994, Dr. phil 2003). Anschließend war Ritter von 2004 bis 2009 Postdoc-Forscher am Institut für Iranistik der Österreichischen Akademie der Wissenschaften in Wien. Nach Lehraufträgen an der Universität Bamberg und der Johann Wolfgang Goethe-Universität Frankfurt am Main wechselte er 2010 auf die neu eingerichtete Assistenzprofessor Geschichte Islamischer Kunst am Kunsthistorischen Institut der Universität Zürich. 2012 wurde er auf die neue Professur für Islamische Kunstgeschichte am Institut für Kunstgeschichte der Universität Wien berufen.

## Bücher
- Moscheen und Madrasabauten in Iran 1785-1848: Architektur zwischen Rückgriff und Neuerung, Brill, Leiden/Boston 2006 (Islamic History and Civilization: Studies and Texts; 62) ISBN 90-04-14481-1
- Der Goldkoran aus der Zeit der Seldschuken und Atabegs: Kommentar | The Golden Qur ’an from the Age of the Seljuks and Atabegs: Commentary. Akademische Druck- und Verlagsanstalt, Graz 2015 (mit Nourane Ben Azzouna) ISBN 978-3-201-01999-6
- Der umayyadische Palast des 8. Jahrhunderts in Ḫirbat al-Minya am See von Tiberias: Bau und Baudekor. Reichert, Wiesbaden 2017 (Studien zur islamischen Kunst und Archäologie | Studies in Islamic Art and Archaeology, 1) ISBN 978-3-89500-679-1

## Herausgegebene Bücher
- Iran and iranisch geprägte Kulturen, Wiesbaden 2008 (Beiträger zur Iranistik; 27) (mit Ralph Kauz und Birgitt Hoffmann) ISBN 978-3-89500-607-4
- Beiträge zur Islamischen Kunst und Archäologie, Bd. 2, Wiesbaden 2010 (mit Lorenz Korn) ISBN 978-3-89500-766-8
- Beiträge zur Islamischen Kunst und Archäologie, Bd. 5, Wiesbaden 2017 (mit Ilse Sturkeboom und Fernando Valdéz Fernández) ISBN 978-3-95490-238-5